# Bulletin de la Société géologique de France
Бюлетень Французького геологічного товариства — періодичне видання Французького геологічного товариства. Видається французькою мовою з 1830 по теперішній час. 1865 року маркіз Лоренцо Парето опублікував в Бюлетені статтю, в якій вперше виділив кілька геологічних ярусів: Piacenzian, Serravanian, Langhian, Віллафранкський ярус.